# マイケル・ウィリアム・バルフ
マイケル・ウィリアム・バルフ（Michael William Balfe, 1808年5月15日 - 1870年10月20日）は、アイルランドの作曲家。オペラ「ボヘミアの少女」で最も知られる。
ヴァイオリニストとしての短いキャリアの後、オペラ歌唱の道に進み、同時に作曲を開始した。40年以上に及ぶキャリアの中で、38のオペラと約250曲の歌曲、その他の作品を作曲した。また、指揮者としても有名で、ハー・マジェスティーズ・シアターでの7年間のイタリア・オペラの指揮をはじめ、他の指揮者職にも就いていた。

## 生涯

### 幼少期と初期キャリア
ダブリンに生まれ、幼い頃から音楽の才能を示していた。彼は舞踏指導者兼ヴァイオリニストの父と、作曲家のウィリアム・マイケル・ルークから指導を受ける。彼がまだ少年の頃に、一家はウェクスフォードに移り住んだ。1814年と1815年の間に父の舞踏教室でヴァイオリンを弾き、7歳でポロネーズを作曲している。
1817年、バルフはヴァイオリニストとして公開演奏を行い、同年にはバラードを作曲した。この曲は最初「ヤング・ファニー Young Fanny」と呼ばれており、後にベストリス婦人によってPaul Pryで歌われた際には「恋人達の過ち The Lovers' Mistake」と呼ばれた。1823年に父が他界すると、まもなくロンドンに移り住んで、ドルリー・レーンにある王立劇場の管弦楽団でヴァイオリニストを務めた。その後、彼はその管弦楽団の指揮者に就任している。一方で、彼はロンドンにおいてチャールズ・エドワード・ホーンにヴァイオリンを、1824年からウィンザー城内のセント・ジョージ教会でオルガニストとなっていたチャールズ・フレデリック・ホーンに作曲を師事した。
ヴァイオリン演奏を続ける傍ら、バルフはオペラ歌手としてのキャリアも模索していた。彼はノリッジにおいてウェーバーの「魔弾の射手」でデビューを果たしたが、これは失敗に終わった。1825年、マッザーラ（Mazzara）伯爵が彼を声楽と音楽の修行のためにローマへと連れていき、ケルビーニに紹介した。バルフは作曲の道も推し進めていた。彼はイタリアにおいて、最初の劇作品であるバレエ「La Perouse」を作曲している。彼はロッシーニに弟子入りし、1827年の終わりにはパリのイタリア・オペラに「セビリアの理髪師」のフィガロ役で登場した。
バルフは程なくイタリアに戻り、続く8年間の歌手活動と数曲のオペラ作曲の拠点とした。彼はこの期間にパリのオペラ座で歌っており、そこでマリア・マリブランと出会っている。1829年のボローニャでは、彼は当時18歳だったソプラノ歌手のジュリア・グリジのために、初めてとなるカンタータを作曲した。彼女は、テノールのフランチェスコ・ペドラッツィ（Francesco Pedrazzi）と共にこれを歌い、大きな成功を収めた。バルフはパレルモでの1829年から1830年のシーズンの祭りにおいて、彼にとって最初の完全なオペラ「I rivali di se stessi」を上演した。
1831年頃、オーストリアの血筋でハンガリー生まれの歌手のリーナ・ローゼル（Lina Roser; 1806年-1888年）と結婚した。2人が出会ったのはベルガモであった。2人の間には2男2女が生まれている。下の息子エドワード（Edward）は、生後まもなく死亡した。上の息子のマイケル・ウィリアム・ジュニアは、1915年にこの世を去っている。娘はルイーザ（Louisa; 1832年-1869年）とヴィクトワール（1837年-1871年）であった。バルフはパヴィーアでオペラ「Un avvertimento ai gelosi」を、ミラノでは「Enrico Quarto」を作曲した。ミラノでは1834年にマリブランと共に、スカラ座でロッシーニの「オテロ」を歌う契約となっていた。珍しい試みとして、彼はマイアベーアのオペラ「エジプトの十字軍」に自分の音楽を加えて「改良」しようと試みたが、これによってヴェネツィアのフェニーチェ劇場での契約を放棄せざるを得なくなってしまった。

### 作曲家としての成功

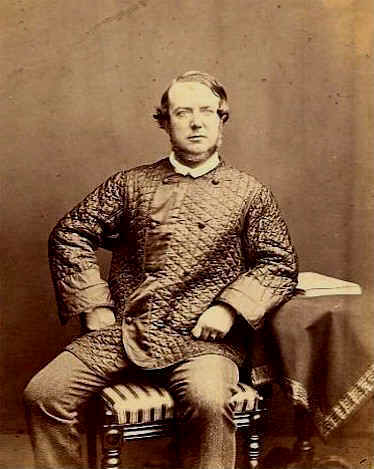
バルフ 1860年

バルフは1835年5月、妻と幼い娘を連れてロンドンに戻った。数ヵ月後に彼に最初の成功が訪れる。1835年10月29日のドルリー・レーンでの「The Siege of Rochelle」の初演である。この成功に勇気付けられ、彼は1836年に「The Maid of Artois」を発表し、さらに英語のオペラの発表が続いた。
1838年7月、バルフはS.マンフレード・マッジオーネ（Manfredo Maggione）の台本によって、ハー・マジェスティーズ・シアター用にシェイクスピアの「ウィンザーの陽気な女房たち」に基づく新作オペラ「ファルスタッフ Falstaff」を作曲した。初演に際しては友人のルイジ・ラブラーシュ（バス）が主役を務めた他、ジュリア・グリジ（ソプラノ）、ジョバンニ・バッティスタ・ルビーニ（テノール）、そしてアントニオ・タンブリーニ（バリトン）が出演した。この4人の歌手は、1835年にパリのイタリア・オペラでベッリーニの「清教徒」の初演を行ったのと同じ布陣であった。
1841年、バルフはロンドンのライシーアム劇場にナショナル・オペラを設立したが、この事業は失敗に終わった。同年に、彼はオペラ「Keolanthe」を初演している。その後、彼はパリへと移って1843年の初頭には「Le puits d'amour」を上演、1844年にはオペラ＝コミック座のための「エーモンの4人の息子」に基づく自作オペラ、1845年にはオペラ座のための「L'étoile de Seville」が続いた。これらの作品の台本を書いたのは、ウジェーヌ・スクリーブや他である。
一方、1843年にバルフはロンドンに戻り、1843年11月27日にドルリー・レーンの王立劇場で、彼の一番の成功作である「ボヘミアの少女」を初演した。この作品の公演は100夜以上を数え、まもなくニューヨーク、ダブリン、フィラデルフィア、ウィーン、シドニーなど、ヨーロッパ中やその他の各地域で上演された。1854年には、「La Zingara」と題されたイタリア語版がトリエステで上演されて大成功となり、これもイタリアやドイツの両国で国境を越えて披露された。さらに1862年には4幕形式のフランス語版「La Bohemienne」がフランスで上演され、これもまた成功を収めた。

### 晩年
1846年から1852年にかけて、バルフはハー・マジェスティーズ・シアターでイタリア・オペラの音楽監督並びに首席指揮者を務めた。ここで、彼はヴェルディのオペラのいくつかを、ロンドンの聴衆に対して初めて上演している。彼はジェニー・リンドがオペラデビューを果たした際の指揮者を務めており、その後も幾度にもわたって彼女と共演している。
1851年、ロンドン万博への期待が高まる中、バルフは革新的なカンタータ「Inno Delle Nazioni」を作曲した。この曲では9人の女性歌手が歌うが、それぞれが国を表している。バルフは英語による新たなオペラの作曲を続けると同時に、大量の歌曲を作曲している。「When other hearts」、「I Dreamt I Dwelt in Marble Halls」（「ボヘミアの少女」より）、「Come into the Garden, Maud」、「Excelsior」（ロングフェロー詩）などである。バルフは合計38のオペラを作曲した。また、数曲のカンタータ（1862年の「マゼッパ Mazeppa」など）、少なくとも1曲の交響曲を作曲している。彼の最後のオペラは、彼がこの世を去った時にほぼ完成されていた「The Knight of the Leopard」であり、イタリア語版では「Il Talismano」として大きな成功を収めた。バルフの大規模な楽曲で、今日でも演奏されることがあるのは「ボヘミアの少女」のみである。
1864年に引退した後、ハートフォードシャーで田舎の屋敷を借りた。彼は1870年、62歳の時に自宅で没し、ケンザル・グリーンに埋葬された。1882年には、ウェストミンスター寺院で彼の肖像のメダル飾りが除幕された。ロンドン州議会のバルフを記念する飾り板は、1912年にマリバン、セイモア通り（Seymour Street）12に掲げられた。

## 録音
バルフの作品は、数こそ多くないものの一定のペースで録音がなされている。
- LP時代には「The Siege of Rochelle」、「 The Daughter of St. Mark」、「The Rose of Castille」、「Satanella」の録音があった。
- リチャード・ボニング指揮による「ボヘミアの少女」は1991年にArgoレーベルから出されていたが、後にデッカから再発売されている、Decca 473 077-2
- デボラ・リーデルとリチャード・ボニングによるアリアの録音のCDは、「The Power of Love」[9]という題でMelba Z-MR301082の品番で出されており、バルフ作品が数曲含まれる。
- 「The Maid of Artois」が2005年にVictorian Opera Northwestによって録音され[10]、Cameo 2042-3の品番で入手可能である。
- またVictorian Opera Northwestはバルフの歌曲とアリアをWRW 204-2で出している[11]。
- Opera Raraからは2枚のCDが出された[12]。ORR 239には「Cantata Sempre pensoso e torbido」が収録され、ORR 277には歌曲の「The blighted flower」が収録されている。
- 2008年のオペラ・アイルランドによるバルフの「ファルスタッフ」の演奏会形式での公演は、RTÉ Lyric FMで放送されたものがRTÉ LyricFM LYRICCD119の品番で発売されており、ナクソスから入手できる[2]。
- バルフの序曲1曲と歌曲集（サリヴァンの楽曲もある）はヴィクトリア朝の忘れられた劇場音楽で見つけることが出来る[13]。
- 彼の器楽曲の一例である「チェロソナタ」が、Dutton CDLX 7225に収録されている[14]。